# Rhynchoglossum
Rhynchoglossum é um género botânico pertencente à família Gesneriaceae.

## Sinonímia
Glossanthus, Klugia, Loxotis

## Espécies
Apresenta 21 espécies:
Rhynchoglossum ampliatum | Rhynchoglossum azureum | Rhynchoglossum blumei | Rhynchoglossum borneense  |Rhynchoglossum gardneri |Rhynchoglossum grandiflorum |Rhynchoglossum hologlossum | Rhynchoglossum klugioides | Rhynchoglossum lazulinum | Rhynchoglossum medusothrix |Rhynchoglossum merrilliae  | Rhynchoglossum notonianum | Rhynchoglossum obliquum | Rhynchoglossum omeiense | Rhynchoglossum papuae | Rhynchoglossum rheedii | Rhynchoglossum sasakii | Rhynchoglossum scabrum  | Rhynchoglossum spumosum | Rhynchoglossum violaceum | Rhynchoglossum zeylanicum .